# Whitbread Round the World 1993-1994
De Whitbread Round the World 1993-1994 was de zesde editie van de zeilwedstrijd om de wereld die tegenwoordig de "Volvo Ocean Race" heet. De race werd gewonnen door de Nieuw-Zeelandse boot "New Zealand Endeavour" van de schipper Grant Dalton.

## Route
Er werd dezelfde route gevaren als tijdens de vorige race die in 1989 van start was gegaan..
| Etappe | Start           | Finish          | Afstand  | Datum start       | Winnaar               |
| ------ | --------------- | --------------- | -------- | ----------------- | --------------------- |
| 1      | Southampton     | Punta del Este  | 5.938 Nm | 25 september 1993 | New Zealand Endeavour |
| 2      | Punta del Este  | Fremantle       | 7.558 Nm | 13 november 1993  | Intrum Justitia       |
| 3      | Freemantle      | Auckland        | 3.272 Nm | 8 januari 1994    | New Zealand Endeavour |
| 4      | Auckland        | Punta del Este  | 5.914 Nm | 19 februari 1994  | New Zealand Endeavour |
| 5      | Punta del Este  | Fort Lauderdale | 5.475 Nm | 2 april 1994      | Yamaha                |
| 6      | Fort Lauderdale | Southampton     | 3.818 Nm | 21 mei 1994       | Tokio                 |

## Teams
Aan de zesde editie deden 15 teams mee. Vijf daarvan kwamen uit in de Maxi-klasse en de overige tien in de speciaal voor de race ontworpen Whitbread-60-boten. Voor de tweede keer in de geschiedenis deed een boot alleen met vrouwen mee; de "Heineken". Eén boot haalde de finish niet.

## Scoringssysteem
Voor het eerst werd er niet gevaren volgens het handicapsysteem. De werkelijk gevaren tijden werden bij elkaar opgeteld. Het team met de snelste tijd won de race was de winnaar.

## Eindklassement
| Positie | Team                  | Land                | Schipper(s)                | Klasse | Totale tijd         |
| ------- | --------------------- | ------------------- | -------------------------- | ------ | ------------------- |
| 1       | New Zealand Endeavour | Nieuw-Zeeland       | Grant Dalton               | Maxi   | 120 dagen en 5 uur  |
| 2       | Yamaha                | Japan               | Ross Field                 | V60    | 120 dagen en 14 uur |
| 3       | Merit Cup             | Zwitserland         | Pierre Fehlmann            | Maxi   | 121 dagen en 2 uur  |
| 4       | Intrum Justitia       | Europese Unie       | Roger Nilson, Lawrie Smith | V60    | 121 dagen en 5 uur  |
| 5       | Galicia '93 Pescanova | Spanje              | Javier Gandara             | V60    | 122 dagen en 6 uur  |
| 6       | Winston               | Verenigde Staten    | Brad Butterworth           | V60    | 122 dagen en 9 uur  |
| 7       | La Poste              | Frankrijk           | Eric Tabarly               | Maxi   | 123 dagen en 22 uur |
| 8       | Tokio                 | Japan               | Chris Dickson              | V60    | 128 dagen en 16 uur |
| 9       | Brooksfield           | Italië              | Guido Maisto               | V60    | 130 dagen en 4 uur  |
| 10      | Hetman Sahaidachny    | Oekraïne            | Eugene Platon              | V60    | 135 dagen en 23 uur |
| 11      | Dolphin & Youth       | Verenigd Koninkrijk | Matt Humphries             | V60    | 137 dagen en 21 uur |
| 12      | Heineken              | Verenigde Staten    | Dawn Riley                 | V60    | 138 dagen en 16 uur |
| 13      | Uruguay Natural       | Uruguay             | Gustavo Vanzini            | Maxi   | 144 dagen en 20 uur |
| 14      | Odessa                | Oekraïne            | Anatoly Verba              | V60    | 158 dagen en 4 uur  |
| DNF     | Fortuna               | Spanje              | Lawrie Smith               | Maxi   | -                   |

DNF: Niet gefinisht. De Fortuna moest opgeven nadat tijdens de eerste etappe de achterste mast was gebroken. In de tweede etappe nam de schipper Smith het roer over van de "Intrum Justitia" waarvan schipper Nilson vanwege een blessure had moeten opgeven.